# Las diez de últimas
Las diez de últimas fue un concurso de televisión emitido por TVE en la temporada 1969-1970.

## Mecánica
El concurso respondía a la fórmula de preguntas y respuestas, con la particularidad de que el tema del cuestionario era elegido por el concursante que, de ese modo, podía mostrar sus profundos conocimientos sobre una especialidad determinada.
El concursante debía superar una primera fase de sesenta preguntas sobre el tema elegido, y solo podía cometer cinco fallos. Si la superaba pasaba a la final frente a otro concursante que también hubiera superado la primera fase. La final consistía en cinco preguntas para cada uno, si había empate se les seguía preguntando hasta que uno acertaba y el otro fallaba. El vencedor recibía un millón de pesetas, y el perdedor 250.000.
En el primer programa, para enseñar la mecánica a los espectadores apareció la pareja cómica Tip y Coll haciendo de concursantes, en una actuación delirante.
El programa lanzó a la fama, concretamente, a tres de sus muchos concursantes: en primer lugar, José Antonio Sanz Domínguez de Vidaurreta, ganador de la primera final emitida el 18 de diciembre de 1969 con el tema "Biografía de Manolete". Secundino Gallego,  bedel de la Universidad de Barcelona, especialista en aves, y que llegó a ser conocido como «el hombre de los pájaros», llegando a recibir la Cruz de Alfonso X el Sabio y acabar como conservador del Museo de Zoología de la Universidad de Barcelona; y en tercer lugar a César Pérez de Tudela, montañero, que supo aprovechar la popularidad para convertirse en un habitual colaboradorador de Televisión Española en programas de ocio y naturaleza.